# Talla Diaw
Talla Diaw (ur. 21 sierpnia 1954) – senegalski zapaśnik walczący w stylu wolnym. Olimpijczyk z Los Angeles 1984, gdzie odpadł w eliminacjach w kategorii 52 kg.
Wicemistrz igrzysk afrykańskich w 1987. Brązowy medalista mistrzostw Afryki w latach 1981 – 1985.